# Autréville-Saint-Lambert
 Autréville-Saint-Lambert  es una población y comuna francesa, en la región de Lorena, departamento de Mosa, en el distrito de Verdún y cantón de Stenay.

## Demografía
| 52 | 43 | 48 | 48 | 39 | 43 |
| Para los censos de 1962 a 1999 la población legal corresponde a la población sin duplicidades (Fuente: INSEE [Consultar]) |    |    |    |    |    |